# Řepníky
Obec Řepníky (německy Repnik) se nachází v okrese Ústí nad Orlicí v Pardubickém kraji. Žije zde 401 obyvatel.

## Historie
První písemná zmínka o vesnici pochází z roku 1167.

### Úryvky z řepnické kroniky (1930)
„Kdy vznikla osada, nelze určitě zjistiti. O stáří svědčí starobylá křtitelnice, nyní z části zazděná v předsíni chrámové, pocházející z prvních dob křesťanských. Nezachovala se však celá, schází jedna noha. Jméno obdržela osada asi od zaměstnání obyvatelstva. Zde se pěstovala více než kde jinde řepa bílá (hlavatice), která bývala lidmi obyčejnou denní potravou jako chleba, a podnes se ji zde daří znamenitě.“
„První historická zmínka o Řepníkách je již v darovací listině z r. 1167, kterouž nadání učinil kníže (král) Vladislav II. (I.) (panoval 1142–1173) novému latinskému klášteru Premnoštranskému v Litomyšli po odchodu Benediktinů z Litomyšle do Podlažic. V listině této, která prý je podložena a asi o 100 let později psána, stojí: ‚Ego rez Wladislavus dedi predium meum Repine…‘ = ‚Já král Vladislav věnoval jsem statek svůj Řepnický…‘“
„Ve 13. stol. náležely Řepníky k župě Vratislavské a ve 14. stol. byly již osadou farní. Když bylo zřízeno biskupství v Litomyšli, statky klášterní tomuto biskupství většinou připadly a s nimi i Řepníky s farním kostelem v roce 1349. Když pak v roce 1398 biskup Boží dům (Nové Hrady) postoupil klášteru Podlažickému, připadly s ním i Řepníky témuž klášteru a zůstaly při panství tam až do válek husitských. Po válkách husitských (1436) zapsáno jest panství biskupské, Podlažické a Novohradské pánům Kostkům z Postupic, kteří vynikali dary (výborní diplomati) a byli přívrženci Českých Bratří, k nimž se veřejně hlásili a je na svém panství podporovali (Jan Augusta, tiskárna aj.) Za vlády těchto vystavěn v Božím domě pěkný nový hrad, po němž osada Nový Hrad (nyní Nové Hrady) nazvána.“
„V roce 1559 postoupeno k zpupnému dědictví Janovi Žateckému z Vejkrštofu. Tehdy k tomuto panství také náležela rychta Řepnická (Řepníky, Střemošice a Zádolí). V roce 1583 koupil zámek Nový Hrad se všemi vesnicemi Mikuláš z Lobkovic. Zemřel 1588 a zůstali po něm dva nezletilí synové Jan Viktorin a Mikuláš. Později (1594) bylo panství mezi ně rozděleno tak, že Janovi Vikt. dostala se tvrz Týnecká a s ní rychta Řepnická. Obec Řepníky čítala r. 1790 63 čísel domovních. Do 1. října 1785 byla povinna robotou panství Hrochovotýneckému a to: 1248 dní potahy dvojspřežnými, 2184 dní potahy jednospřežnými a 1236 dní prací ruční. Mimo to odváděla dávky: za kuřatam 5 zl. 36 kr., za len 9 zl. 24 kr. a jiné celkové poplatky činily ročně 612 zl. 4 kr. 3/4 denáru.“

## Části obce
- Řepníky
- Pěšice
- Popovec

## Pamětihodnosti

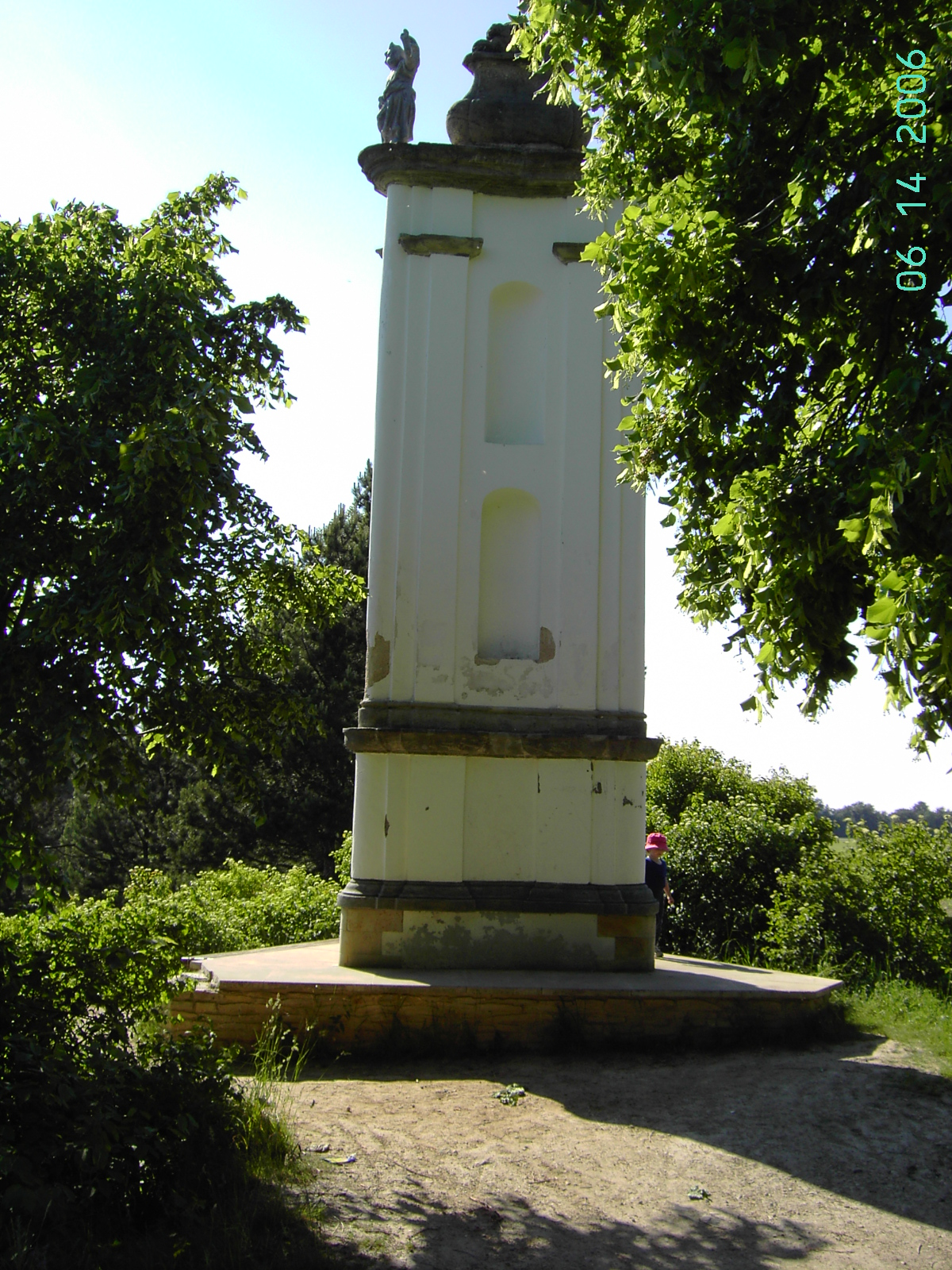
Poklona (nad střemošickou strání)

- Pozdně barokní kostel svatého Vavřince z roku 1783. Hlavní oltář přenesen z kostela ve Vysokém Mýtě, kazatelna rokoková, kamenná křtitelnice.
- Na hřbitově stojí hranolová dřevěná zvonice a před ní kamenný krucifix z roku 1823.
- Klasicistní fara z roku 1791 byla postavena podle plánů zdejšího faráře K. Weebera. Uvnitř je jeho portrét.
- Pamětní deska rodákovi Janu Sobotkovi (1862–1931), profesorovi matematiky na Karlově univerzitě
- Do severozápadní části katastrálního území Řepníky zasahuje přírodní památka Kusá hora. Svah podél západní hranice území je chráněn jako přírodní rezervace Střemošická stráň

## Společnost
V obci se nachází kulturní dům. Ze sportovišť lze jmenovat volně přístupné víceúčelové hřiště s pevným povrchem a od 1. června 2007 obecní úřad také umožnil zapůjčování a pronájem tenisového dvorce. V letních měsících je k dispozici také koupaliště v centru obce.
Vesnicí vede modře značená turistická stezka a dvě cyklotrasy.